# Fédération internationale de philatélie
Pour les articles homonymes, voir FIP.
La Fédération internationale de philatélie (FIP) regroupe les fédérations nationales d'associations de collectionneurs de timbres.
Parmi ses compétences, elle détermine les règlements des compétitions d'expositions philatéliques et des collections associés (traditionnelle, aérophilatélie, maximaphilie, philatélie fiscale, par exemple).
Elle est membre de l'Association mondiale pour le développement de la philatélie.